# Will Fletcher
Will Fletcher ist ein britischer Schauspieler.

## Leben
Fletcher studierte Film- und Theaterschauspielerei an der Royal Academy of Dramatic Art und der Bristol Old Vic Theatre School und machte 2019 seinen Abschluss. Er gab 2021 sein Schauspieldebüt im Kurzfilm Conversations at Dusk. Im selben Jahr stellte er die größere Rolle des Murdo MacAulay in der Filmproduktion The Road Dance: Dunkle Liebe dar. Der Film wurde unter anderen auf dem Edinburgh International Film Festival gezeigt und gewann den Audience Award als „bester Film“. 2022 stellte er in zwei Episoden der von Amazon MGM Studios produzierten Serie Der Herr der Ringe: Die Ringe der Macht die Rolle des Elben Finrod Felagund dar. 2023 spielte er in zwei Episoden der Miniserie Tom Jones mit und verkörperte in der Filmproduktion In voller Blüte den jungen Bernard Jordan, dessen Alter Ego von Michael Caine gespielt wurde. Außerdem mimte er eine Rolle im Kurzfilm Dive.
Als Theaterschauspieler war er unter anderen 2019 im Stück The Girl Who Fell von Hannah Price am Trafalgar Studios und 2023 in Dear England unter der Regie von Rupert Goold am Royal National Theatre zu sehen.

## Filmografie (Auswahl)
- 2021: Conversations at Dusk (Kurzfilm)
- 2021: The Road Dance: Dunkle Liebe (The Road Dance)
- 2022: Der Herr der Ringe: Die Ringe der Macht (The Lord of the Rings: The Rings of Power, Fernsehserie, 2 Episoden)
- 2023: Tom Jones (Miniserie, 2 Episoden)
- 2023: In voller Blüte (The Great Escaper)
- 2023: Dive (Kurzfilm)

## Theater (Auswahl)
- The Wanamaker Festival, Shakespeare’s Globe
- 2019: The Girl Who Fell, Regie: Hannah Price, Trafalgar Studios
- 2023: Dear England, Regie: Rupert Goold, Royal National Theatre